# Майснер, Йоахим
Йоахи́м Ма́йснер (нем. Joachim Meisner; 25 декабря 1933, Бреслау (Вроцлав), Германия, ныне Польша — 5 июля 2017, Бад-Фюссинг, Германия) — немецкий кардинал. Титулярный епископ Вины и вспомогательный епископ апостольского администратора территории Эрфурта и Майнингена с 17 марта 1975 по 22 апреля 1980. Епископ Берлина с 22 апреля 1980 по 20 декабря 1988. Кардинал-священник с титулом церкви Санта-Пуденциана со 2 февраля 1983. Архиепископ Кёльна с 20 декабря 1988 по 28 февраля 2014.

## Начало пути
Родился Йоахим Майснер 25 декабря 1933 года в Бреслау (Вроцлав), в Нижней Силезии, тогда эта территория принадлежала Германии, ныне принадлежит Польше. Майснер обучался в семинарии Магдебурга и семинарии Эрфурта, а также на теологическом факультете Нёйзелля. Получил докторантуру богословия в Папский Григорианский Университет, в Риме.
Посвящён в священники 22 декабря 1962 года, в Эрфурте. Рукоположение совершил Йозеф Фрёйсберг — титулярный епископ Адрианополи ди Эпиро, вспомогательный епископ Фульды. Пасторская работа в Хайлигенштадте, Эрфурт; ректор общества «Caritas», духовный наставник «Caritas» в 1963—1975 годы.

## Епископикардинал
17 марта 1975 года, Майснер был избран титулярным епископом Вины и вспомогательным епископом апостольского администратора территории Эрфурта и Майнингена. Ординацию совершил 17 мая 1975 года Гуго Ауфдербек — титулярный епископ Арки ди Фенеча, апостольский администратор территории Эрфурта и Майнингена.
Он был избран делегатом Четвёртой Ассамблеи Всемирного Синода Епископов в Ватикане в 1977 году, где он возобновил дружбу с кардиналом  Каролем Войтылой. После того, как Войтыла был избран папой римским Иоанном Павлом II, он назначил Майснера епископом Берлина 22 апреля 1980 года, и объявил его кардиналом на консистории от 2 февраля 1983 года, в сане кардинала-священника с титулом церкви Санта-Пуденциана.
20 декабря 1988 года после смерти кардинала Йозефа Хёффнера, Майснер был назначен архиепископом Кёльна. Он был одним из кардиналов-выборщиков, которые участвовали в папском Конклаве 2005 года, который избрал папу римского Бенедикта XVI, и конклаве 2013 года, избравшем папу Франциска.
20 декабря 2013 года кардинал Майснер отпраздновал свой серебряный юбилей на Кёльнской кафедре.
25 декабря 2013 года кардиналу Майснеру исполнилось восемьдесят лет и он потерял право на участие в Конклавах. До этого времени кардинал Йоахим Майснер являлся старейшим по возведению в сан кардиналом-священником среди кардиналов-выборщиков.
28 февраля 2014 года ушёл в отставку по возрасту.
Кардинал Майснер скончался 5 июля 2017 года, в Бад-Фюссинге, в Германии.